# Sant Esteve de Renanué
Sant Esteve de Renanué és una església romànica del segle xii, situada al municipi de Bissaürri, a la comarca de la Ribagorça dins de la Franja de Ponent (província d'Osca, comunitat autònoma d'Aragó) a l'indret conegut com a Renanué.
La seva planta és una nau i absis cilíndric i capelles laterals, amb un campanar quadrat sobre el mur de ponent aprofitant l'antiga espadanya. La portalada és dovellada de mig punt.
El seu estat és descuidat.